# 奧里霍維齊亞
48°39′11″N 22°24′1″E / 48.65306°N 22.40028°E
奧里霍維齊亞（烏克蘭語：Оріховиця），是烏克蘭的村落，位於該國西部外喀爾巴阡州，由烏日霍羅德區負責管轄，始建於1650年，面積3.2平方公里，2001年人口604，人口密度每平方公里188.8人。